# سن-لژه (بلژیک)
شهر سن-لژه (به فرانسوی: Saint-Léger) در شهرستان ویرتن  در استان لوکزامبورگ  در منطقه فدرال والوون در کشور بلژیک واقع شده‌است.